# Лукасвілл (Огайо)
Лукасвілл (англ. Lucasville) — переписна місцевість (CDP) в США, в окрузі Сайото штату Огайо. Населення — 1655 осіб (2020).

## Географія
Лукасвілл розташований за координатами 38°52′27″ пн. ш. 82°59′24″ зх. д. / 38.87417° пн. ш. 82.99000° зх. д. (38.874032, -82.990125).  За даними Бюро перепису населення США в 2010 році переписна місцевість мала площу 6,61 км², з яких 6,51 км² — суходіл та 0,10 км² — водойми.

## Демографія
Згідно з переписом 2010 року, у переписній місцевості мешкало 2757 осіб у 529 домогосподарствах у складі 374 родин. Густота населення становила 417 осіб/км².  Було 581 помешкання (88/км²).
Расовий склад населення:
| - 70,3 % — білих - 28,7 % — чорних або афроамериканців - 0,1 % — корінних американців - 0,1 % — азіатів |

До двох чи більше рас належало 0,7 %. Частка іспаномовних становила 0,8 % від усіх жителів.
За віковим діапазоном населення розподілялося таким чином: 11,7 % — особи молодші 18 років, 80,5 % — особи у віці 18—64 років, 7,8 % — особи у віці 65 років та старші. Медіана віку мешканця становила 33,2 року. На 100 осіб жіночої статі у переписній місцевості припадало 303,1 чоловіків;  на 100 жінок у віці від 18 років та старших — 364,7 чоловіків також старших 18 років.
Середній дохід на одне домашнє господарство  становив 55 165 доларів США (медіана — 39 625), а середній дохід на одну сім'ю — 58 090 доларів (медіана — 51 176). Медіана доходів становила 51 136 доларів для чоловіків та 34 293 долари для жінок. За межею бідності перебувало 30,6 % осіб, у тому числі 37,8 % дітей у віці до 18 років та 13,4 % осіб у віці 65 років та старших.
Цивільне працевлаштоване населення становило 845 осіб. Основні галузі зайнятості: освіта, охорона здоров'я та соціальна допомога — 41,2 %, роздрібна торгівля — 10,1 %, виробництво — 10,1 %.